# جوزفین مک‌کین

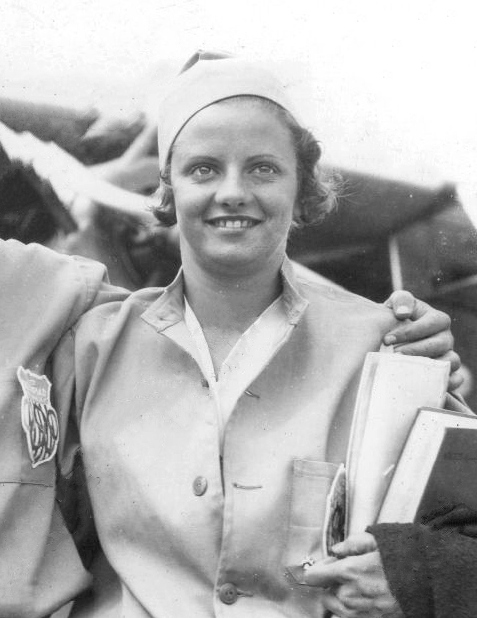
جوزفین مک‌کین در سال ۱۹۳۲

جوزفین مک‌کین (به انگلیسی: Josephine McKim) (زادهٔ ۴ ژانویهٔ ۱۹۱۰) شناگر اهل ایالات متحده آمریکا است.